# Himmern
Himmern ist ein Ortsteil der Stadt Melle im Landkreis Osnabrück in Niedersachsen. Der Ort bildete bis 1970 eine Gemeinde im damaligen Landkreis Melle und gehört heute zum Meller Stadtteil Wellingholzhausen.

## Geographie
Himmern besitzt keinen Dorfkern, sondern besteht aus zwischen Gesmold und Wellingholzhausen verstreut liegenden Einzelhöfen.

## Geschichte
Die Bauerschaft Himmern gehörte bis zu den Napoleonischen Kriegen zum Amt Grönenberg des Hochstifts Osnabrück. Von 1807 bis 1810 gehörte Himmern zum Kanton Melle des napoleonischen Satellitenstaats Königreich Westphalen. Von 1811 bis 1813 gehörte der Ort unmittelbar zu Frankreich und dort zur Mairie Wellingholzhausen im Arrondissement Osnabrück des Departements der Oberen Ems. 1814 kam Himmern zum Königreich Hannover und bildete dort eine Gemeinde im Amt Grönenberg. 1867 fiel Himmern mit dem gesamten Königreich Hannover an Preußen und seit 1885 gehörte die Gemeinde zum Landkreis Melle. Innerhalb des Landkreises Melle gehörte die Gemeinde zur Samtgemeinde Wellingholzhausen. Am 1. Januar 1970 wurde Himmern in der ersten Phase der Gebietsreform in Niedersachsen in die Gemeinde Wellingholzhausen eingegliedert. Diese wiederum wurde am 1. Juli 1972 Teil der Stadt Melle.

## Einwohnerentwicklung
| Jahr | Einwohner | Quelle |
| ---- | --------- | ------ |
| 1845 | 245       | [ 2 ]  |
| 1871 | 248       | [ 3 ]  |
| 1910 | 243       | [ 4 ]  |
| 1939 | 226       | [ 5 ]  |
| 1950 | 364       | [ 6 ]  |
| 1961 | 217       | [ 6 ]  |

## Baudenkmale
In Himmern sind mehrere Bauwerke denkmalgeschützt:
- Zwei Speicher an der Uhlenberger Straße 21
- Ein Heuerhaus an der Wellingholzhausener Straße 63
- Ein Kruzifix an der Himmener Heide
- Ein Heuerhaus und eine Scheune an Wibbelmanns Feld 9

## Persönlichkeiten
Der niedersächsische Landtagsabgeordnete Thomas Uhlen wuchs in Himmern auf.